# Hanstedgård
Hanstedgaard er en gammel kongsgård, som går tilbage til 1231. Gården ligger Hansted Sogn i Horsens Kommune. Hovedbygningen er opført i 1695.

## Ejere af Hanstedgård
- (1231-1585) Kronen
- Omkring 1286 Rane Jonsen
- (1585-1616) Kjeld Brockenhuus
- (1616-1633) Edel Ulfeldt gift Brockenhuus
- (1633-1648) Johan Kjeldsen Brockenhuus
- (1648-1662) Hedvig Bille gift (1) Brockenhuus (2) Pogwisch
- (1662-1664) Henning Pogwisch
- (1664) Erik Johansen Brockenhuus
- (1664-1684) Peder Hansen Hovenbeck
- (1684-1697) Anders Jensen Thonboe / Dorothea Hansdatter Lottrup gift Thonboe
- (1697-1711) Dorothea Hansdatter Lottrup gift Thonboe
- (1711-1904) Stiftelsen Handsted Hospital
- (1904-1910) Theodor Otto Harries
- (1910-1914) Steffen Svendsen
- (1914-1924) Enke Fru Marie Svendsen
- (1924-1960) N. A. Have
- (1960-1963) Enke Fru Have
- (1963-1984) Horsens Kommune
- (1984-2021) Mogens Rossau Holm Jensen
- (2021-) Brigitta Lauge de Neergaard & Emil Poulsen Vang